# Vertigo Entertainment
Vertigo Entertainment es una productora de cine y televisión estadounidense con sede en Los Ángeles, fundada en 2001 por Roy Lee y Doug Davison.

## Historia

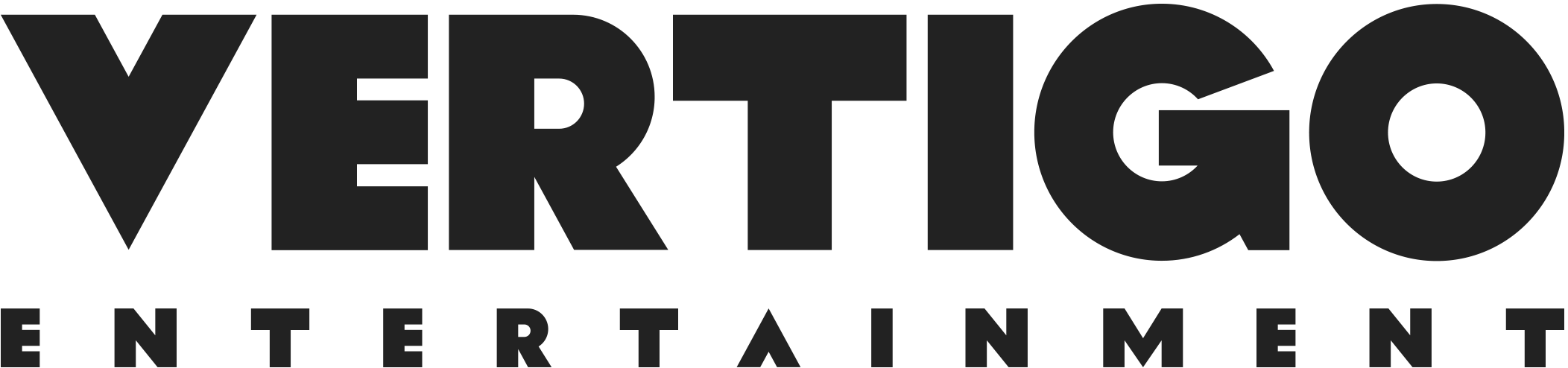
Logotipo utilizado de 2015 a 2019.

En 2001, después de dejar BenderSpink, Roy Lee fundó Vertigo Entertainment con su socio Doug Davison.  
Originalmente, Vertigo Entertainment firmó un acuerdo de primera vista con Dimension Films para producir sus largometrajes durante tres años. 
En 2004, Vertigo firmó un acuerdo con Universal Pictures para producir muchas películas al año.  El acuerdo se rescindió posteriormente en 2008 durante la huelga del Writers Guild of America de 2007-08 .  En 2007, el estudio firmó un acuerdo con Lionsgate Television para producir programas para televisión. 
En 2010, Vertigo firmó un acuerdo de primera vista con Warner Bros. para producir películas.   
En marzo de 2013, Vertigo firmó un acuerdo de primera vista de dos años con Fox 21 para desarrollar proyectos para cable. 
En diciembre de 2015, Vertigo amplió su asociación con Warner Bros. para incluir un acuerdo exclusivo de dos años para series de drama y comedia. 
En noviembre de 2017, Vertigo firmó un acuerdo de primera vista de varios años con Sony Pictures Television, que incluye drama, comedia y programas sin guion para cadenas, cable y streaming. 
En 2020, Vertigo firmó un acuerdo con Lionsgate para producir películas. 

## Filmografía

### películas teatrales

#### 2000
| Año  | Título                                   | Director                  | Distribución                            | Notas | Presupuesto     | Recaudación     |
| ---- | ---------------------------------------- | ------------------------- | --------------------------------------- | --- | --------------- | --------------- |
| 2002 | The Ring                                 | Gore Verbinski            | DreamWorks Pictures                     | sin acreditar; coproducción con BenderSpink y MacDonald/Parkes Productions                                                                   | $48 millones    | $249.3 millones |
| 2004 | The Grudge                               | Takashi Shimizu           | Sony Pictures Releasing                 | sin acreditar; coproducción con Columbia Pictures y Ghost House Pictures                                                                     | $10 millones    | $187.2 millones |
| 2005 | The Ring Two                             | Hideo Nakata              | DreamWorks Pictures                     | sin acreditar; coproducción con BenderSpink y Parkes/MacDonald Productions                                                                   | $50 millones    | $164 millones   |
| 2005 | Dark Water                               | Walter Salles             | Buena Vista Pictures                    | Primera película acreditada; coproducción con Touchstone Pictures y Pandemonium                                                              | $30 millones    | $49.4 millones  |
| 2006 | Eight Below                              | Frank Marshall            | Buena Vista Pictures                    | sin acreditar; coproducción con Spyglass Entertainment, Mandeville Films y The Kennedy/Marshall Company                                      | $40 millones    | $120.5 millones |
| 2006 | The Lake House                           | Alejandro Agresti         | Warner Bros. Pictures                   | coproducción con Village Roadshow Pictures                                                                                                   | $40 millones    | $115 millones   |
| 2006 | The Departed                             | Martin Scorsese           | Warner Bros. Pictures                   | coproducción con Plan B Entertainment, Initial Entertainment Group y Media Asia Films                                                        | $90 millones    | $291.5 millones |
| 2006 | The Grudge 2                             | Takashi Shimizu           | Sony Pictures Releasing                 | sin acreditar; coproducción con Columbia Pictures y Ghost House Pictures                                                                     | $20 millones    | $70.7 millones  |
| 2007 | The Invasion                             | Oliver Hirschbiegel       | Warner Bros. Pictures                   | coproducción con Village Roadshow Pictures y Silver Pictures                                                                                 | $65–80 millones | $40.2 millones  |
| 2008 | The Eye                                  | David Moreau Xavier Palud | Lionsgate                               | coproducción con Paramount Vantage y Cruise/Wagner Productions                                                                               | $12 millones    | $56.96 millones |
| 2008 | Shutter                                  | Masayuki Ochiai           | 20th Century Studios                    | coproducción con Regency Enterprises | $8 millones     | $48 millones    |
| 2008 | The Strangers                            | Bryan Bertino             | Rogue Pictures                          | coproducción con Intrepid Pictures y Mandate Pictures                                                                                        | $9 millones     | $82.4 millones  |
| 2008 | My Sassy Girl                            | Yann Samuell              | 20th Century Studios Home Entertainment | coproducción con CJ Entertainment; directo a video                                                                                           | N/A             | N/A             |
| 2008 | Quarantine                               | John Erick Dowdle         | Sony Pictures Releasing                 | coproducción con Screen Gems, Andale Pictures y Filmax                                                                                       | $12 millones    | $41.3 millones  |
| 2009 | The Uninvited                            | The Guard Brothers        | Paramount Pictures                      | coproducción con Cold Spring Pictures, The Montecito Picture Company, Parkes/MacDonald Productions, Goldcrest Pictures y DreamWorks Pictures | N/A             | $41.6 millones  |
| 2009 | Assassination of a High School President | Brett Simon               | Sony Pictures Home Entertainment        | coproducción com Yari Film Group | $11 millones    | $6 millones     |
| 2009 | The Grudge 3                             | Toby Wilkins              | Sony Pictures Home Entertainment        | uncredited; coproducción con Stage 6 Films y Ghost House Pictures                                                                            | N/A             | N/A             |
| 2009 | The Echo                                 | Yam Laranas               | Image Entertainment                     | coproducción con QED International y RightOff Entertainment                                                                                  | $5 millones     | $1.5 millones   |

#### década de 2010
| Año  | Título                             | Director                           | Distribución                            | Notas | Presupuesto       | Recaudación     |
| ---- | ---------------------------------- | ---------------------------------- | --------------------------------------- | --- | ----------------- | --------------- |
| 2010 | Possession                         | Joel Bergvall Simon Sandquist      | 20th Century Studios Home Entertainment | coproducción con Yari Film Group y Spitfire Pictures | N/A               | $682,713        |
| 2011 | The Roommate                       | Christian E. Christiansen          | Sony Pictures Releasing                 | coproducción con Screen Gems | $16 millones      | $52.5 millones  |
| 2011 | Quarantine 2: Terminal             | John Pogue                         | Sony Pictures Home Entertainment        | coproducción con Third Street Pictures, RCR Media Group, Stage 6 Films y Andale Pictures | N/A               | N/A             |
| 2011 | Abduction                          | John Singleton                     | Lionsgate                               | coproducción con Quick Six Entertainment y Tailor Made Productions | $35 millones      | $90.1 millones  |
| 2011 | Asylum Blackout                    | Alexandre Courtes                  | IFC Films                               | coproducción con Artemis Productions, Marquis Productions y Wy Productions | N/A               | $98,201         |
| 2012 | The Woman in Black                 | James Watkins                      | CBS Films                               | sin acreditar; coproducción con Alliance Films, Hammer Films, UK Film Council, Cross Creek Pictures, Tailsman Films, Exclusive Media Group y Film i Väst                                             | $15 millones      | $129 millones   |
| 2013 | Oldboy                             | Spike Lee                          | FilmDistrict                            | coproducción con Good Universe y 40 Acres & A Mule Filmworks | $30 millones      | $4.8 millones   |
| 2014 | The Lego Movie                     | Phil Lord Christopher Miller       | Warner Bros. Pictures                   | coproducción con Warner Bros. Pictures Animation, Village Roadshow Pictures, LEGO A/S, Lin Pictures y Animal Logic                                                                                   | $60–65 millones   | $468.1 millones |
| 2014 | The Voices                         | Marjane Satrapi                    | Lionsgate                               | coproducción con 1984 Private Defense Contractors, Babelsberg Studio y Mandalay Vision | $11 millones      | $444,196        |
| 2014 | The Woman in Black: Angel of Death | Tom Harper                         | Relativity Media                        | sin acreditar; coproducción con Entertainment One y Hammer Films | $15 millones      | $48.9 millones  |
| 2015 | Run All Night                      | Jaume Collet-Serra                 | Warner Bros. Pictures                   | coproducción con RatPac-Dune Entertainment y Energy Entertainment | $50–61.6 millones | $71.6 millones  |
| 2015 | Poltergeist                        | Gil Kenan                          | 20th Century Fox                        | coproducción con Fox 2000 Pictures, Metro-Goldwyn-Mayer, Ghost House Pictures y TSG Entertainment | $35 millones      | $95.4 millones  |
| 2015 | Hidden                             | The Duffer Brothers                | Warner Bros. Pictures                   | coproducción con Primal Pictures | N/A               | $310,273        |
| 2016 | The Boy                            | William Brent Bell                 | STX Entertainment                       | coproducción con Lakeshore Entertainment y Huayi Brothers Pictures | $10 millones      | $64.1 millones  |
| 2016 | Flight 7500                        | Takashi Shimizu                    | Lionsgate                               | coproducción con CBS Films y Ozla Pictures | N/A               | $2.8 millones   |
| 2016 | Blair Witch                        | Adam Wingard                       | Lionsgate                               | coproducción con Snoot Entertainment and Room 101 | $5 millones       | $45.2 millones  |
| 2016 | In the Shadow of Iris              | Jalil Lespert                      | Netflix                                 | sin acreditar; coproducción con Wy Productions, Universal Pictures International, Nexus Factory, uFund, uMedia, France Televisions, Canal+, Cine+, Cofinova 12, Cofinova 13, Indefilms y Cofimage 27 | N/A               | $1.5 millones   |
| 2017 | Sleepless                          | Baran bo Odar                      | Open Road Films                         | coproducció con Riverstone Pictures | $30 millones      | $32.9 millones  |
| 2017 | Rings                              | F. Javier Gutierrez                | Paramount Pictures                      | sin acreditar; coproducción con Parkes + MacDonald Image Nation | $25 millones      | $83.1 millones  |
| 2017 | The Lego Batman Movie              | Chris McKay                        | Warner Bros. Pictures                   | coproducción con Warner Bros. Pictures Animation, DC Entertainment, RatPac Entertainment, Lego System A/S, Animal Logic, Lin Pictures y Lord Miller                                                  | $80 millones      | $312 millones   |
| 2017 | Death Note                         | Adam Wingard                       | Netflix                                 | | $40–$50 millones  | N/A             |
| 2017 | It                                 | Andy Muschietti                    | Warner Bros. Pictures                   | coproducción con Lin Pictures, KatzSmith Productions y New Line Cinema | $35 millones      | $701.8 millones |
| 2017 | The Lego Ninjago Movie             | Charlie Bean Paul Fisher Bob Logan | Warner Bros. Pictures                   | coproducción con Lego System A/S, Lin Pictures, Lord Miller Productions, Warner Bros. Pictures Animation, Animal Logic y RatPac Entertainment                                                        | $70 millones      | $123.1 millones |
| 2017 | The Disaster Artist                | James Franco                       | A24                                     | sin acreditar; coproducción con Point Grey Pictures, Warner Bros. Pictures, New Line Cinema, Good Universe y Rabbit Bandini Productions                                                              | $10 millones      | $29.8 millones  |
| 2018 | Extinction                         | Ben Young                          | Netflix                                 | sin acreditar; coproducción con Good Universe y Mandeville Films | N/A               | N/A             |
| 2019 | Polaroid                           | Lars Klevberg                      | Vertical Entertainment                  | coproducción con Dimension Films, Benderspink and Eldorado Film | N/A               | $2.4 millones   |
| 2019 | The Lego Movie 2: The Second Part  | Mike Mitchell                      | Warner Bros. Pictures                   | coproducción con Rideback, Lord Miller, Animal Logic, Lego System A/S y Warner Bros. Pictures Animation                                                                                              | $99 millones      | $192.3 millones |
| 2019 | It Chapter Two                     | Andy Muschietti                    | Warner Bros. Pictures                   | coproducción con Double Dream, Rideback y New Line Cinema | $79 millones      | $473.1 millones |
| 2019 | Doctor Sleep                       | Mike Flanagan                      | Warner Bros. Pictures                   | coproducció con Intrepid Pictures | $45 millones      | $72.3 millones  |

#### 2020
| Año  | Título                   | Director              | Distribución                   | Notas | Presupuesto     | Recaudación     |
| ---- | ------------------------ | --------------------- | ------------------------------ | --- | --------------- | --------------- |
| 2020 | The Grudge               | Nicolas Pesce         | Sony Pictures Releasing        | sin acreditar; coproducción con Screen Gems, Stage 6 Films y Ghost House Pictures                                   | $10–14 millones | $49.5 millones  |
| 2020 | The Turning              | Floria Sigismondi     | Universal Pictures             | coproducción con DreamWorks Pictures, Reliance Entertainment y Chislehurst Entertainment                            | $14 millones    | $18.6 millones  |
| 2020 | Brahms: The Boy II       | William Brent Bell    | STXfilms                       | sin acreditar; coproducción con Lakeshore Entertainment                                                             | $10 millones    | $20.3 millones  |
| 2020 | His House                | Remi Weekes           | Netflix                        | coproducción con Regency Enterprises, BBC Films y Starchild Pictures                                                | N/A             | N/A             |
| 2022 | Barbarian                | Zach Cregger          | 20th Century Studios           | coproducción con Regency Enterprises, Almost Never Films y BoulderLight Pictures                                    | $4-4.5 millones | $45.4 millones  |
| 2022 | Don't Worry Darling      | Olivia Wilde          | Warner Bros. Pictures          | coproducción con New Line Cinema                                                                                    | $20–35 millones | $87.6 millones  |
| 2023 | The Mother               | Niki Caro             | Netflix                        | coproducció con Nuyorican Productions                                                                               | N/A             | N/A             |
| 2023 | Nimona                   | Nick Bruno Troy Quane | Netflix                        | sin acreditar; coproducción con Annapurna Pictures                                                                  | N/A             | N/A             |
| 2023 | Cobweb                   | Samuel Bodin          | Lionsgate                      | coproducción con Point Grey Pictures                                                                                | N/A             | $8.1 millones   |
| 2023 | Woman of the Hour        | Anna Kendrick         | Netflix                        | coproducción con Let's Go Again, AGC Studios y BoulderLight Pictures                                                | N/A             | N/A             |
| 2023 | Boy Kills World          | Moritz Mohr           | Lionsgate Roadside Attractions | coproducción con Raimi Productions, Nthibah Pictures y Hammerstone Studios                                          | N/A             | $3.1 millones   |
| 2023 | Five Nights at Freddy's  | Emma Tammi            | Universal Pictures             | sin acreditar; coproducción con Blumhouse Productions, KatzSmith Productions, y Scott Cawthon Productions           | $25 millones    | $293.9 millones |
| 2024 | Ordinary Angels          | Jon Gunn              | Lionsgate                      | coproducción con Kingdom Story Company, Stampede Ventures, Stolen Sky Productions y Green Hummingbird Entertainment | $12–13 millones | $8.7 millones   |
| 2024 | The Strangers: Chapter 1 | Renny Harlin          | Lionsgate                      | sin acreditar; coproducción con Fifth Element Productions, Stream Media, Sherborne Media y LipSync                  | $8.5 millones   | $39.2 millones  |

#### Próximos proyectos
| Año  | Título                 | Director          | Distribución            | Notas                                                                              |
| ---- | ---------------------- | ----------------- | ----------------------- | ---------------------------------------------------------------------------------- |
| 2025 | Companion              | Drew Hancock      | Warner Bros. Pictures   | coproducción con New Line Cinema y BoulderLight Pictures                           |
| 2025 | Minecraft              | Jared Hess        | Warner Bros. Pictures   | coproducción con Legendary Entertainment, Mojang Studios y Domain Entertainment    |
| 2026 | Weapons                | Zach Cregger      | Warner Bros. Pictures   | coproducción con New Line Cinema y BoulderLight Pictures                           |
| TBA  | BioShock               | Francis Lawrence  | Netflix                 | coproducción con 2K                                                                |
| TBA  | Every House is Haunted | Corin Hardy       | Netflix                 | coproducción con Raimi Productions y Starlight Media                               |
| TBA  | Salem's Lot            | Gary Dauberman    | Max                     | coproducción con New Line Cinema y Atomic Monster                                  |
| TBA  | Mice and Mystics       | Alexandre Aja     | Universal Pictures      | coproducción con DreamWorks Animation                                              |
| TBA  | Untitled Lego film     | Aaron Nee         | Universal Pictures      | coproducción con Lego System A/S, Rideback, Lord Miller Productions y Animal Logic |
| TBA  | The Sims               | Kate Herron       | TBA                     | coproducción con LuckyChap Entertainment y Electronic Arts                         |
| TBA  | Until Dawn             | David F. Sandberg | Sony Pictures Releasing | coproducción con Screen Gems, PlayStation Productions, Coin Operated y Mangata     |
| TBA  | Reborn                 | Chris McKay       | Netflix                 | coproducción con Fortis Films                                                      |
| TBA  | The Witch Boy          | Minkyu Lee        | Netflix                 | [ 31 ]                                                                             |

### Series de televisión

#### 2000
| Año  | Título                 | Creador      | Red | Notas                                                       | Estaciones | Episodios |
| ---- | ---------------------- | ------------ | --- | ----------------------------------------------------------- | ---------- | --------- |
| 2007 | I'm from Rolling Stone | Shari Brooks | MTV | coproducción con Maverick Films, Rolling Stone y Yolo Films | 1          | 10        |

#### década de 2010
| Año       | Título       | Creador | Red             | Notas | Estaciones | Episodios |
| --------- | ------------ | --- | --------------- | --- | ---------- | --------- |
| 2013-2014 | Bates Motel  | basado en personajes de Psycho por :Robert Bloch desarrollado por : Carlton Cuse Kerry Ehrin Antonio Cipriano | A&E             | no acreditado; temporadas 1-2; coproducción con American Genre (temporada 1), Kerry Ehrin Productions, Carlton Cuse Productions (temporada 2) y Universal Television | 2          | 20        |
| 2016      | El exorcista | Jeremy Slater basado en El Exorcista por : William Peter Blatty                                               | Fox             | no acreditado; temporada 1; coproducción con New Neighborhood, Morgan Creek Productions y 20th Century Fox Television                                                | 1          | 10        |
| 2017-2020 | Unikitty!    | basado en La película de Lego por :Phil Lord y Christopher Miller desarrollado por : Ed Skudder lynn wang     | Cartoon Network | no acreditado; coproducción con The Lego Group y Warner Bros. Animation                                                                                              | 3          | 104       |

#### 2020
| Año           | Título    | Creador                                                                      | Red             | Notas                                                                                             | Estaciones | Episodios |
| ------------- | --------- | ---------------------------------------------------------------------------- | --------------- | ------------------------------------------------------------------------------------------------- | ---------- | --------- |
| 2020-2021     | The Stand | basado en El stand por :Stephen King desarrollado por :Kosh Boone Ben Cavell | CBS todo acceso | coproducción con Mosaic Media Group y CBS Studios                                                 | 1          | 9         |
| 2021-presente | Them      | Little Marvin                                                                | Prime Video     | coproducción con Sony Pictures Television, Amazon Studios, Hillman Grad Productions y Odd Man Out | 2          | 18        |
| 2024-presente | Hop       | Marc Brown                                                                   | máx. CBC Kids   | coproducción con Epic Story Media, Loomi Animation y Marc Brown Studios                           | 1          | 26        |

#### Próximo
| Año           | Título  | Creador                                                                                              | Red     | Notas | Estaciones | Episodios     |
| ------------- | ------- | --- | ------- | --- | ---------- | ------------- |
| por confirmar | Horizon | basado en Horizon Zero Dawn por :Mathijs de Jonge desarrollado por :Steve Blackman Michelle Lovretta | Netflix | coproducción con Sony Pictures Television, PlayStation Productions, Guerrilla Games y Irish Cowboy Productions | 1          | por confirmar |